# 신화창세 RPG 아마데우스
신화창세 RPG 아마데우스(일본어: 神話創世RPG アマデウス[*])는 카와시마 토이치로 / 모험 기획국이 제작한 테이블 토크 RPG로, 2015년 12월, 후지미 서점(KADOKAWA)에서 출판되었다.

## 요약
현대 일본을 배경으로, 괴물이나 악마가 일으키는 사건을 해결하기 위해, 신의 피를 이어받은 영웅이 되어 활약하는 이야기다.
GM은 PC에게 예언 카드를 제시한다. PC는 제시받은 예언 카드의 뒷면에 적힌 정보를 모아, 특정 조건을 충족시켜 "예언을 실현하는 것"을 통해 사건 해결을 목표로 삼는다.

## 세계 설정
세계엔 이야기의 형태를 취하는 정보 생명체가 존재한다. 괴물이라 불리는 이들은, 접촉한 대상에게 빙의하여 주위에 절망의 어둠이라는 특별한 힘을 전개하는 것으로, 절계(아일랜드)라는 지역을 만들어낸다. 절계 내부에선 괴물의 존재를 무해하다고 인식하게 되어, 괴물을 목격하고도 도둑 고양이라 생각하거나, 괴물에게 살해당해도 교통 사고로 여기게 된다. 이러한 현상은 신화재해(크라데)라고 부른다. 신화재해가 발생하면, 일반인은 절계를 원래 모습으로 되돌릴 수 없다.
세계에는 신(데우스)이 존재한다. 그러나 신들은 수천 년 전 맺은 "대맹약"에 의해 정보 생명체가 되었기 때문에, 세계에 직접 간섭할 수 없다. 따라서 신들은 신화재해를 직접 해결할 수 없다. 이러한 이유로, 신들은 신의 피(이코르)를 이어받은 인간에게 신자(아마데우스)로서 힘을 부여했다. 신의 피를 이어받은 신자는 신들의 예언을 받고, 절계를 해방하기 위한 모험을 떠나게 된다.

## 시스템

### 예언 카드
각 PC는 도입 페이즈에 예언 카드를 한 장을 받는다. 예언 카드의 뒷면에 적힌 정보는 그 카드를 받은 PC만 볼 수 있다. 모험 페이즈에서는 NPC 등에 대한 예언 카드도 추가로 제시된다.
각 PC는 모험 페이즈 중, 예언 카드 1장을 골라 조사를 실행하여, 예언 카드 뒷면에 적힌 정보를 볼 수 있다. 그러나 이 정보는 예언 카드 뒷면에 적힌 트리거라는 조건을 충족하지 않으면 공개 할 수 없다. 예언 카드 뒷면에 적힌 정보를 공개하면 특수한 효과가 발생하는데, 기본적으로 게임을 진행시키는 효과, 게임을 유리하게 하는 효과가 있다.

### 운명의 수레바퀴와 인과
게임을 진행하는 테이블 중앙에는 운명의 수레바퀴를 나타내는 시트가 놓인다. 시트에는 6면체 주사위의 1~6에 대응하는 주사위 배치 장소가 있다.
시트에 놓인 주사위는 인과라고 부르며, PC 전원 공통 자원으로서, 자신이 지닌 은혜(기프트)를 사용하기 위한 조건이 된다. 인과는 행위 판정(후술)에 의해 2개 이상의 주사위가 굴러갈 경우 1개씩 배치된다.
인과가 놓인 개수에 따라, 수량÷3(소숫점 올림)의 각성 단계가 된다. 녹색 인과(주사위 4)가 7개 놓여 있다면 각성 단계는 3이 된다.

### 행위 판정
행위 판정은 GM이 지정한 능력치 하나를 이용해 이루어진다. 능력치에 따라 1개에서 4개의 6면체 주사위를 준비한다(능력치가 S면 4개). 능력치에 대응하는 수만큼 6면체를 굴리고, 그 중 하나를 고른 뒤, 고른 주사위의 수치(+수정)로 달성치를 산출한다.
산출한 달성치가 4 이상이라면 성공, 달성치가 3 이하라면 실패가 된다. 이때, 주사위가 6일 경우, 스페셜이라 부른다. 스페셜이 발생하면 반드시 판정이 성공하며, 추가적인 효과를 얻을 수 있다. 반면 주사위가 1이었을 경우 펌블이라 부른다. 판정이 반드시 실패하고, 펌블표의 효과를 받는다.
2개 이상의 6면체를 굴릴 경우, 운명의 수레바퀴에 놓을 주사위와 판정에 사용할 주사위를 각각 선택한다.

### 흑색 영역과 강제종료
행위 판정 중엔 항상, '흑색 인과(주사위 1)의 각성 단계'만큼 마이너스 수정이 붙는다. 또한 흑색 인과의 각성 단계가 4가 되면(10 개), 세션은 강제적으로 종료된다.

## 부모신과 배경
- 그리스 신군
  - 제우스 - 하늘과 정의의 신. 전지전능하지만 심한 바람기.
  - 헤라 - 계약의 여신. 제우스의 아내이기도 하다.
  - 포세이돈 - 대지와 바다의 신. 제우스의 형이기도 하다.
  - 아테나 - 제우스의 머리에서 태어난 전략과 지혜의 여신.
  - 아폴론 - 예술과 광명, 태양의 신.
  - 아르테미스 - 사냥과 순결, 달의 여신.
  - 아레스 - 전쟁의 광기, 파괴의 신. 파괴를 선호하지만 사려가 부족하다.
  - 데메테르 - 어머니 대지의 이름을 가진 대지모신.
  - 헤파이스토스 - 불꽃과 대장장이의 신. 수많은 무기와 발명품을 만들어 냈다.
  - 아프로디테 - 미와 사랑의 여신. 욕망의 여신이기도 하다.
  - 헤르메스 - 신들의 사자. 도적의 신이기도 하다.
  - 헤스티아 - 부뚜막과 가정생활의 여신.
  - 하데스 - 저승을 지배하는 신. 제우스의 형이기도 하다.
  - 디오니소스 - 술의 신. 제우스의 아들 혹은 젊은 제우스라고도 한다.
  - 히프노스 - 잠과 꿈의 신.
  - 타나토스 - 죽음의 신. 사람들의 영혼을 하데스의 곁으로 나른다.
  - 페르세포네 - 죽음과 재생의 여신. 데메테르의 딸이자 하데스의 아내이기도 하다.
  - 판 - 양과 목자의 신.
- 야마토 신군
  - 아마테라스 - 다카마가하라의 주인인 태양의 여신. 다카마가하라에 틀어 박혀 애니메이션이나 게임에 몰두하고 있다 한다.
  - 츠쿠요미 - 달의 신. 신화에도 설명이 거의 없으며, 아마테라스와 스사노오의 백업 역할을 가진 신이라고도 한다.
  - 스사노오 - 폭풍과 바다의 신. 야마타노오로치를 퇴치한 영웅신이다.
  - 우즈메 - 노래와 춤, 예능의 여신. 일본 최고의 아이돌이라고 한다.
  - 우케모치 - 음식의 신. 이나리 신사의 제신인 여우기도 하다.
  - 히토코토누시 - 신탁신. 침묵신.
  - 히노카구츠치 - 이자나미가 낳은 불의 신. 그 화상으로 이자나미가 사망했다.
  - 토요타마히메 - 오오와다츠미의 딸인 바다의 여신. 용녀라고도한다.
  - 코노하나사쿠야 - 오오야미츠미의 딸인 벚꽃의 여신.
  - 키비쯔히코 -우라를 쓰러뜨린 영웅이자 군신. 모모타로라고도한다.
  - 오쿠니누시 - 국가 건설의 신.
  - 타케미카즈치 - 천둥과 검 신.
- 이집트 신군
  - 호루스 - 태양과 달의 신. 송골매이기도 하다.
  - 바스테트 - 왕의 어머니라 불리는 육아의 신. 고양기도 하다.
  - 토토 - 상형 문자를 발명한 책의 신. 원숭이기도 하다.
  - 타와레트 - 자비와 모성의 여신. 하마기도 하다.
  - 아누비스 - 죽은 영혼을 안내하는 묘지의 신. 개이기도 하다.
  - 세르케트 - 독과 복수의 여신. 전갈이기도 하다.
  - 하토르 - 생명과 여성의 여신. 소이기도 하다.
  - 세베크 - 오시리스의 시체를 나일강에서 모은 수색의 신. 악어이기도 하다.
  - 우제트 - 화염의 여신. 뱀이기도 하다.
  - 케프리 - 떠오르는 태양의 신. 풍뎅이기도 하다.
  - 네크베트 - 이집트 상부의 수호 여신. 독수리기도 하다.
  - 헤케트 - 생명을 관장하는 여신. 개구리기도 하다.
- 크툴루 신 군
  - 아자토스 - 우주 중심의 혼돈신. 눈이 먼 백치 외신.
  - 요그소토스 - 시간과 공간의 문, 그 자체인 외신.
  - 니알라토텝 - 아자토스의 대행자로 나타나는, 천개의 화신을 지닌 외신.
  - 슈브 니구라스 - 들끓는 구름과 같은, 검은 풍요의 외신.
  - 크툴루 - 태평양 바다의 바닥에 위치한 를뤼에에 봉인되어 계속 잠을 자는 그레이트 올드 원.
  - 하스터 - 항성 알데바란의 탄력 호수에 봉인되어 있는 그레이트 올드 원.
  - 크투가 - 항성 코르바즈에 봉인되어 있는 그레이트 올드 원.
  - 차토구아- 지하 동굴에서 잠자는 그레이트 올드 원. 하이퍼보리아 출신이며, 간사이 사투리를 구사한다고도 한다.
  - 아틀락 나챠 - 운명의 실을 조종하는, 거미와 같은 그레이트 올드 원. 하이퍼보리아 출신이며, 간사이 사투리를 구사한다고도 한다.
  - 다올로스 - 인간의 이해를 넘어서는 우주의 본질로서, 과거와 미래의 외신.
  - 샤그나 판 -
  - 모르디기안 -
- 북유럽 신군
  - 오딘 - 전쟁과 마법과 지식 등 여러 가지를 관장하는 신. 지식의 대가로 한쪽 눈을 잃었다.
  - 프리그 - 여성과 운명의 여신. 계략의 여신이자, 오딘의 아내이기도 하다.
  - 토르 - 천둥과 수호의 신. 거인족이 가장 두려워한 신.
  - 발드르 - 세계의 거의 모든 존재에게 축복을 받은 귀공자. 빛과 재생의 신.
  - 로키 - 배신의 신. 펜리르와 요르문간드와 같은 괴물의 아버지이기도 하다.
  - 우르드 - 노른 세 자매의 장녀. 죽음과 과거의 여신.
  - 베르단디 - 노른 세 자매의 차녀. 운명과 현재의 여신.
  - 스쿨드 - 노른 세 자매의 삼녀. 죽음과 미래의 여신.
  - 프레이 - 평화와 번영의 신.
  - 프레이야 - 분방한 사랑의 여신.
  - 튀르 - 펜리르에게 손을 뜯어먹힌 외팔의 군신.
  - 게푠- 셸란 섬을 스웨덴에서 덴마크에 가져온 여신.
- 중국 신군
  - 서왕모 - 곤륜 궁전에서 괘씸한 물건에게 벌을 주는 관리자 신선.
  - 제천대성 - 영혼석에서 태어난 돌원숭이의 신선. 손오공이라고도 불린다.
  - 천선냥냥랑 - 출세와 결혼의 신선.
  - 관성제군 - 관우가 죽은 후에 신이 된 존재. 전쟁과 장사의 신선.
  - 구천현녀 - 전략과 병법의 신선.
  - 나타태자 - 세상의 괴물을 물리치기 위해 만들어진 전투기계 신선.
  - 옥토끼- 달 궁전에서 불로장생의 선약을 만드는 신선. 토끼기도 하다.
  - 염라왕 - 저승의 염라왕. 사자와 심판의 신선.
  - 용길공주 - 물과 용을 조종하는 신선.
  - 묘장군 - 고양이가 신선이 되었다고도, 닻이 신선이 되었다고도 전해진다.
  - 백화선자 - 백 마리 꽃의 요정을 총괄하는 꽃의 신선.
  - 화광 - 도교 호법 사성 중 하나.
- 켈트 신군
  - 오그마 - 싸움과 문자의 신.
  - 브리이드 - 불꽃과 치유의 여신.. 수많은 잃어버린 여신과 융합되어 잠들어 있다고도 알려져있다.
  - 다그다 - 투어하 데 다넌의 최고신.
  - 보안 - 아일랜드 동부에 있는 보잉 강의 여신.
  - 마난난 - 항해와 마법을 관장하는 신.
  - 모리안 - 전쟁의 여신.
- 인도 신군
  - 비슈누
  - 락슈미
  - 시바
  - 파르바티
  - 두르가
  - 칼리
  - 가네샤
  - 스칸다
  - 브라흐마
  - 사라스바티
- 메소 아메리카 신군
  - 케찰코아틀
  - 코아틀리쿠에
  - 트랄로크
  - 코욜사우키
  - 웨웨테오틀
  - 마야우엘
- 타이탄 신군
  - 크로노스
  - 세토
  - 헬
  - 이호운데
  - 히페리온
  - 이자나미
  - 치우

- 라스트 크로니클 신군
  - 라 주 - 세인트 왕국 그란 도르의 수호용.
  - 베르카 - 산악 가이란토의 여자 무투가. 천지명살류의 극에 달해 여신이 되었다.
  - 엘즈 - 공중 도시 국가 제피론의 용기사. 애용 게루토와스와 펼친 용감무쌍한 활약으로 신이 되었다.
  - 가이 바 남 - 불모지 바스토리아의 흑태자. 마술과 비약을 통해 신에 버금가는 힘을 손에 넣었다.
  - 이즈루하 - 물과 신비의 황국 이스라의 여무사. 물의 정령신의 패력을 계승하여 여신이되었다.
- 배경
  - 창세의 아이 - 언젠가 세계를 구원한다는 예언을 받은 신자.
  - 재앙의 아이 - 언젠가 세계에 불행을 가져온다는 예언을 받은 신자.
  - 인도의 아이 - 신화를 사람들에게 전하는 사명을 지닌 신자.
  - 짐승의 아이 - 동물 혹은 괴물과 신 사이에 태어난 신자. 주인으로 삼은 영웅을 돕는 운명을 지닌다.
  - 전설의 아이 - 과거에 예언을 성취하고 전설의 위인으로 알려진 신자.
  - 기계의 아이 - 무기물이 신의 피를 받고 자아를 갖게 된 신자. 주인이 되는 영웅을 돕는 운명을 지닌다.
  - 망각의 아이 - 자신의 부모신이 누군지 모르는 신자.
  - 뒤바뀐 아이 - 어릴 때 요정이나 신에게 납치된 신자. 반요정이다.
  - 상실의 아이 - 자신의 부모신이 죽어버린 신자.
  - 화신 - 육체가 신들에게 빙의된 신자.

## 체감형 게임
리얼 모험 게임 신화창세 RPG 아마데우스
2016년 2월 20일 · 21 일 낮 파트 · 밤 파트, 주최: 모험 기획국, 공동 주최 : KADOKAWA 드래곤 도서 편집부

## 서적 정보
- 신화창세 RPG 아마데우스(일본어: 神話創世RPG アマデウス[*]) 카와시마 토이치로 / 모험 기획국, 후지미 서점, 2015년, 319쪽. ISBN 978-4-04-070764-8
- 신화창세 RPG 아마데우스 02 선혈 라그나로크(일본어: 神話創世RPG アマデウス02 旋血ラグナロク[*]) 카와시마 토이치로 / 모험 기획국 후지미 서점, 2016년, 319쪽. ISBN 978-4-04-070845-4
- 신화창세 RPG 아마데우스 03 절계구룡성(일본어:神話創世RPG アマデウス03 絶界九龍城[*]) 카와시마 토이치로 / 모험 기획국 후지미 서점, 2016년, 255쪽. ISBN 978-4-04-070985-7
- 신화창세 RPG 아마데우스 EX 방과후 미솔로기아(일본어: 神話創世RPG アマデウスEX 放課後ミソロギア[*]) 후루마치 미유키 / 모험 기획국, 후지미 서점, 2017년, 191쪽. ISBN 978-4-04-072045-6
- 신화창세 RPG 아마데우스 갓 데이터 북 세계 신화대섬(일본어: 神話創世RPG アマデウス ゴッドデータブック 世界神話大殲[*]) 카와시마 토이치로 / 모험 기획국, 후지미 서점, 2017년, 128 쪽. ISBN 978-4-04-0724515

### 리플레이
- 아마데우스 리플레이 신 후보자들과 명왕의 검(1)(일본어: アマデウスリプレイ　神候補たちと冥王の剣(1)[*]) 사이토 타카요시/ 모험 기획국, 후지미 서점, 2016년, 380 쪽. ISBN 978-4-04-0708249
- 아마데우스 리플레이 신 후보자들과 명왕의 검(2)(일본어: アマデウスリプレイ　神候補たちと冥王の剣(2)[*]) 사이토 타카요시/ 모험 기획국, 후지미 서점, 2016년, 318 쪽. ISBN 978-4-04-0708256

## 같이 보기
- 시노비가미
- 마기카로기아
- 인세인
- 라스트 크로니클